# El resto es silencio
El resto es silencio es la tercera novela de la escritora chilena Carla Guelfenbein publicada por primera vez el año 2008 por la editorial Planeta. La historia se divide en dos partes, la primera Silencio blanco, silencio negro cuenta con 34 capítulos y la segunda El tiempo, el agua y la guerra cuenta con 20 capítulos.
Así a través de 54 capítulos se narra la historia que transcurre en Santiago, la capital de Chile narrada en primera persona por tres personajes principales. El primero es Tommy, un joven de 12 años con una deficiencia cardiaca, quien intenta descubrir las razones que llevaron a su madre al supuesto suicidio. El segundo, Juan, un frío y exitoso cirujano que además es el padre de Tommy, y por último Alma, la madrastra de Tommy, quien aburrida de la frialdad de Juan se envuelve con un viejo amor de la infancia.

## Argumento

### Parte I: Silencio blanco, silencio negro
La historia comienza en un matrimonio en el cual Tommy, escondido bajo una mesa, escucha que su madre en realidad se había suicidado. Mientras, Juan se prepara para retirarse precipitadamente de la boda, puesto que había llegado un corazón para un paciente. Por otro lado, Alma, quien quedó sola en la celebración, se encuentra a Leo, un viejo amor, con el cual comienza a bailar dejando en evidencia la química que los envuelve. Al día siguiente irían a visitar a la madre de Alma junto con Lola, la hija biológica de Alma, pero Tommy pide quedarse solo en casa a lo cual Alma accede, como era de esperar cuando Juan llega a casa y se da cuenta de lo ocurrido, tiene una discusión con Alma.  
Alma piensa en su matrimonio, en el cambio de sus sentimientos hacia Juan, mientras que él sigue recordando constantemente a Soledad, su exesposa. Días después Alma decide invitar a Leo a la productora donde trabaja, para enseñarle su trabajo convirtiéndose en un encuentro íntimo donde renace su amor. Al anochecer Tommy descubre a Alma llegar con otro hombre a su casa, pero se lo oculta a su padre para evitar más discusiones. La mañana siguiente Juan al entrar a la clínica se entera de que Cristóbal tiene un estado alarmante en cuanto a su salud. El día siguiente Juan se encuentra en la habitación de Cristóbal donde su salud empeora gravemente. Mientras Alma después de trabajar acude frecuentemente al departamento de Leo. Por otro lado, Tommy escucha las grabaciones que hizo en el matrimonio y descubre nuevos hechos sobre la vida de su madre, los cuales decide ir a investigar. 

Los recuerdos se van componiendo delicadamente hasta depositarse en la memoria; allí tampoco permanecen inmutables, continúan transformándose junto con los sentimientos que los acompañan, hasta que un día ya no es fácil distinguir la cuota de verdad que hay en ellos (p. 46)
Carla Guelfenbein

Pasan los días y Juan se encuentra recordando a Soledad constantemente, mientras que Alma reflexiona sobre su romance con Leo. Por otra parte, Tommy descubre una verdad sobre la familia de su madre y que su bisabuelo lo ocultó. Mientras tanto Alma intenta acercarse a Juan, pero no lo consigue.

### Parte II: El tiempo, el agua y la guerra
Juan promete llevar a Tommy al cementerio a ver la tumba de su madre por el aniversario de su muerte. Durante esa tarde en el cumpleaños del padre de Juan, Alma planea un viaje con Leo, pero esta es descubierta por Tommy, quien se aleja de ella al comprender lo que ocurre, Tommy al encontrarse molesto realiza una acción que sabe que le traerá problemas, pero finalmente confiesa lo que ha hecho y el cumpleaños se vuelve un caos terminando con fuertes discusiones.
Luego de cuatro días Alma realiza el viaje con Leo, quien le hace una propuesta inesperada. Mientras tanto, Tommy en lugar de ir al colegio va al terminal y toma un bus que lo lleva al cementerio donde está su madre. Después de unas horas Juan recibe una llamada donde le informan que Tommy no ha regresado del colegio.
Al día siguiente Juan logra comunicarse con Alma y le cuenta lo ocurrido, luego comienza a indagar en el computador de su hijo y después de varios intentos logra dar con la contraseña, pero al revisar el contenido de este, descubre graves acontecimientos sobre la vida de su hijo y verdades que él ha ocultado conocer. Al anochecer Alma regresa, pero Juan muestra una actitud fría hacia ella y finalmente le confiesa conocer su secreto, sin embargo, al marcharse, Juan recibe una llamada donde le piden que viaje, puesto que tal vez hayan encontrado a Tommy. Luego de visitar la tumba de Soledad, Juan se comunica con Alma y le cuenta lo ocurrido desde su partida de la casa.

Todo eso. Tu eres el hilo que me dejo Tommy para salir del laberinto, porque solo no puedo, ¿lo recuerdas? (p.294)
Carla Guelfenbein

## Recepción y crítica
Tras la aparición del libro, la polémica crítica literaria Patricia Espinosa, publicó un artículo del libro en el diario Las últimas noticias el 10 de octubre del año 2008 donde realiza una crítica en la que señala que pese a los prejuicios que existen con respecto a los Best Sellers, es destacable que la escritora Carla Guelfenbein realice novelas de gran calidad y que El resto es silencio es una novela que causa una reflexión en el lector sobre la cotidianidad de la vida, las crisis y los defectos de esta, el cómo no expresar los sentimiento y emociones es un defecto presente en los seres humanos y el constante cuestionamiento de las personas sobre la posibilidad de una vida mejor, logrando causar un impacto en el lector sobre sus propias vidas.

Por qué no reconocer entonces que nos hacen falta best sellers de calidad, que nos hagan pensar sobre crisis cotidianas, desafectos y posibilidades de una vida mejor.
Patricia Espinosa

En The Independent, un periódico británico, se publicó el 13 de junio del 2011 ,el mismo año en que se publicó la novela El resto es silencio  traducida al inglés, una crítica de esta en la que señalan la habilidad de la escritora Carla Guelfenbein de ser capaz de destacar y definir tan bien las distintas perspectivas de cada uno de los personajes principales sin importar el género y la edad de este y de lograr la forma en que cada uno de ellos vive y siente el amor de manera distinta según su propia realidad. Además, en la crítica se señala que el libro trata del poder redentor del amor y de cómo muchas veces los seres humanos no somos capaces y no sabemos cómo expresar este sentimiento.

Knitting together the voices of the three central characters, Guelfenbein skilfully highlights the different perspectives of gender and age.
Al fusionar las voces de los tres personajes principales, Guelfenbein destaca hábilmente las diferentes perspectivas de género y edad.
The Independet